# Moussa Sylla (acteur)
Pour les articles homonymes, voir Moussa Sylla et Sylla (homonymie).
Moussa Sylla, né le 6 septembre 1990 à Sucy-en-Brie, est un acteur et scénariste français.

## Biographie
Moussa Sylla naît le 6 septembre 1990 de parents maliens à Sucy-en-Brie en région Île-de-France. Il est repéré par la directrice de casting Judith Chalier. Il débute à l’écran avec le rôle principal de Djomé, le jeune amoureux romantique de Marche forcée, un téléfilm de Thomas Gayrard. Il intègre l'École Miroir d'Épinay-sur-Seine pour parfaire sa formation d'acteur.
Il apparaît dans Mon amie Victoria de Jean-Paul Civeyrac, Night Fare de Julien Seri, K contraire de Sarah Marx et dans le téléfilm Danbé, la tête haute de Bourlem Guerdjou, l'histoire de la boxeuse Aya Cissoko, récompensé du Meilleur film au festival de la fiction TV de La Rochelle 2014. Il tourne dans plusieurs courts-métrages dont Le Dernier des Céfrans de Pierre-Emmanuel Urcun, nommé aux César 2016.
Ses interprétations dans les courts-métrages Un état d’urgence de Tarek Roehlinger, Plane de Jonas Dinal, La Rage de Aurélien Mathieu et Samir Mokeddem, lui valent des prix dans plusieurs festivals internationaux. Il double aussi John Boyega dans Attack the Block et Bayo Gbadamosi dans la série La Guerre des mondes.

## Filmographie

### Cinéma

#### Longs métrages
- 2012 : Jungle Jihad de Nadir Ioulain : un membre de la Braquo
- 2014 : Mon amie Victoria de Jean-Paul Civeyrac : Sékou
- 2014 : Night Fare de Julien Seri : une recrue de la police
- 2019 : K contraire[4] de Sarah Marx : Adama
- 2023 : El salto de Benito Zambrano : Ibrahim (En tournage)

#### Courts métrages
- 2012 : Si proche des miens de Baptiste Debraux : Moussa
- 2014 : Je t'aime pas plus que moi de Guillaume Boutin et Donia Eden : Ralph
- 2014 : Train de nuit de Franck Buirod et Maxime Roy : Moussa
- 2014 : *Me There de Magaajyia Silberfeld : Jules
- 2014 : La Nuit est faite pour dormir d'Adrien Costello : Jamal
- 2015 : Le Dernier des Céfrans de Pierre-Emmanuel Urcun : Moussa
- 2016 : Un état d’urgence de Tarek Roehlinger : Omar
- 2016 : Plane de Jonas Dinal : Jimmy
- 2016 : Survie d'Aïmen Derriachi : Malik
- 2018 : Celle qui traversa le sol de Philippe Roux : Moussa
- 2018 : Ubac de Joseph Minster : Mady
- 2018 : La Source de William S. Touitou : Djibril
- 2018 : La Rage d'Aurélien Mathieu et Samir Mokeddem : Akmal
- 2019 : Sur le terrain de Mahair Bouffera : le coach
- 2020 : Hona de Martina Riu : Samy
- 2021 : Le Loup de Alain Guillerme et Lucas Sensi : Moïse
- 2022 : Le Coq de Pierre-Louis Umdenstock : Marvin

### Scénariste
- 2014 : Je t'aime pas plus que moi de Guillaume Boutin et Donia Eden

### Télévision

#### Téléfilms
- 2011 : Marche forcée de Thomas Gayrard : Djomé
- 2014 : Danbé, la tête haute de Bourlem Guerdjou : Issa de 17 à 32 ans
- 2018 : Les mystères de la basilique de François Guérin : Fouad
- 2024 : À l'épreuve d'Akim Isker : Babaly

#### Séries télévisées
- 2019 : Skam : Idriss (rôle principal - saison 4)
- 2019 : Section de recherches, 1 épisode de Jean-Marc Therin
  - Saison 14, épisode 5 : Expérience interdite
- 2020 : Emily in Paris de Darren Star
- 2020 : Arsène Lupin de Louis Leterrier
  - Saison 1, épisode 1
  - Saison 1, épisode 2
  - Saison 1, épisode 3
- 2020 : Commissaire Magellan, 1 épisode d'Étienne Dhaene : Caporal David Hoarau
  - Episode 37 : Frères d'armes
- 2020 : Tropiques criminels, 1 épisode de Denis Thybaud et Lionel Chatton : Boris
  - Saison 2, épisode 5
- 2020 : Les Princes de la ville de Yann Tshibola : Chris
  - Saison 1

### Web-série
- 2015-2017 : Jézabel, 6 épisodes de Julien Bittner : Antoine
  - 2015 Saison 1, épisode 1
  - 2015 Saison 1, épisode 2
  - 2015 Saison 1, épisode 4
  - 2017 Saison 2, épisode 1 : Reboot
  - 2017 Saison 2, épisode 10 : Je te ressemble
  - 2017 Saison 2, épisode 11 : Showtime

### Doublage

#### Film
- 2011 : Attack the Block : Moses (John Boyega)

#### Série télévisée
- 2019-2022 : La Guerre des mondes : Kariem Gat Wich Machar (Bayo Gbadamosi) (18 épisodes)

## Théâtre
- 2013 : Salina, de Laurent Gaudé, mise en scène Alan Boone, au Théâtre du Sénat (Paris), au Théâtre Paul Eluard Stains
- 2015 : Speak Truth to Power, de Kerry Kennedy, mise en scène Alan Boone, en Guadeloupe et à Athènes

## Distinctions
- 2017 : Prix du meilleur acteur au Bucharest ShortCut CineFest (Roumanie)[5], pour Un état d’urgence de Tarek Roehlinger
- 2017 : Prix PAMA du meilleur acteur au Paris Art and Movie Awards (France)[6], pour Plane de Jonas Dinal
- 2017 : Prix du meilleur second rôle masculin au Festival du cinéma de Chelsea (New York, États-Unis)[7], pour Plane de Jonas Dinal
- 2019 : Prix du meilleur acteur au Festival du court métrage de McMinnville (Oregon, États-Unis)[8], pour La Rage de Aurélien Mathieu et Samir Mokeddem
- 2019 : Prix du meilleur acteur au Festival international du cinéma de Kinshasa (République démocratique du Congo [9], pour La Rage de Aurélien Mathieu et Samir Mokeddem
- 2020 : Prix du meilleur acteur au Festival international du cinéma noir de San Antonio, pour La Rage de Aurélien Mathieu et Samir Mokeddem